# Élections sénatoriales de 1986 en Guadeloupe
 (signalé en août 2025).
Si vous disposez d'ouvrages ou d'articles de référence ou si vous connaissez des sites web de qualité traitant du thème abordé ici, merci de compléter l'article en donnant les références utiles à sa vérifiabilité et en les liant à la section « Notes et références ».
- Archive Wikiwix
- Bing
- Cairn
- DuckDuckGo
- E. Universalis
- Gallica
- Google
- G. Books
- G. News
- G. Scholar
- Persée
- Qwant
- (zh) Baidu
- (ru) Yandex
- (wd) trouver des œuvres sur Wikidata

Les élections sénatoriales en Guadeloupe ont eu lieu le dimanche 28 septembre 1986.
Elles ont eu pour but d'élire les deux sénateurs représentant le département au Sénat de la Cinquième République, pour les neuf prochaines années.

## Contexte départemental
Les grands électeurs qui votent pour ces élections sont le reflet des résultats des élections municipales de 1983.

## Présentation des candidats et des suppléants
Les nouveaux représentants sont élus pour un mandat de 9 ans au suffrage universel indirect par les 768 grands électeurs, dont les 41 conseillers généraux, élus au Conseil général, les 5 parlementaires et 722 délégués des conseils municipaux.
Marcel Gargar (app PCG), sénateur depuis 1968 ne se représente pas.
| Candidats | Candidats       | Parti | Principale fonction                                         |
| --------- | --------------- | ----- | ----------------------------------------------------------- |
|           | Henri Bangou    | PCG   | Conseiller général et maire de Pointe-à-Pitre. Cardiologue. |
|           | François Louisy | FGPS  | Conseiller général et maire de Goyave. Chef de service.     |

| Candidats | Candidats      | Parti | Principale fonction                                                       |
| --------- | -------------- | ----- | ------------------------------------------------------------------------- |
|           | Léopold Hélène | RPR   | Député de 1968 à 1973. Maire et conseiller général de Le Gosier. Médecin. |
|           | Nathalien Etna | UDF   | Conseiller général et maire de Vieux-Habitants. Enseignant.               |

| Candidats | Candidats                     | Parti     | Principale fonction                                                                                                  |
| --------- | ----------------------------- | --------- | --- |
|           | Georges Dagonia *             | diss FGPS | Ancien président du Conseil général (1976-1979). Conseiller général et maire du Lamentin. Médecin. Sénateur sortant. |
|           | Eugénio Germain Jean-Louis    | DVD       | Maire de Trois-Rivières. Professeur de collège.                                                                      |
|           | Léopold-Édouard Deher-Lesaint | Indep     | |

## Résultats
|          | Henri Bangou                  | PCG       | 387 | 57,16  |  |  |
|          | François Louisy               | FGPS      | 373 | 55,10  |  |  |
|          | Léopold Hélène                | RPR       | 191 | 28,21  |  |  |
|          | Nathalien Etna                | UDF       | 154 | 22,75  |  |  |
|          | Georges Dagonia *             | diss FGPS | 134 | 19,79  |  |  |
|          | Eugénio Germain Jean-Louis    | DVD       | 52  | 7,68   |  |  |
|          | Léopold-Édouard Deher-Lesaint | DVD       | 9   | 1,33   |  |  |
|          |                               |           |     |        |  |  |
| Inscrits | Inscrits                      | Inscrits  | 768 | 100,00 |  |  |
| Votants  | Votants                       | Votants   | 733 | 95,44  |  |  |
| Exprimés | Exprimés                      | Exprimés  | 677 | 92,36  |  |  |